# Чобітки (фільм)
«Чобітки» (рос. «Сапожки») — радянський короткометражний художній фільм 1972 року, знятий за мотивами однойменного оповідання Василя Шукшина.

## Сюжет
Сільський автомеханік Сергій Духанін разом з колгоспними шоферами їде в місто отримувати нові вантажівки. У вітрині міського магазину він бачить гарні жіночі чобітки, і вирішує зробити подарунок дружині. Чи зрозуміє дружина такий романтичний жест, як покупка абсолютно непотрібних в сільських умовах дорогущих чобіт? До того ж виявляється, що Клавдії чобітки замалі…

## У ролях
- Георгій Юматов —  Сергій Духанін
- Любов Соколова —  Клавдія, його дружина
- Іван Рижов — епізод
- Юрій Бєляєв — епізод
- Анатолій Шаляпін — епізод
- Олена Фетисенко — епізод
- Олександр Пустяков — епізод
- Наталія Швець — епізод

## Знімальна група
- Режисер — Олексій Поляков
- Сценаристи — К. Ахтирський, Олексій Поляков
- Оператор — Г. Полянок
- Художник — Іван Пластинкін